# Peine de mort à Singapour
La peine de mort constitue le châtiment suprême à Singapour, qui l'utilise couramment, par pendaison. Les exécutions ont lieu traditionnellement le vendredi matin.
Avec 5,3 millions d'habitants, Singapour a l'un des taux d'exécution capitale par habitant le plus élevé au monde avec environ quatre cent vingt détenus pendus entre 1991 et 2004, selon Amnesty International.
En décembre 2019, plus de quarante personnes condamnées restaient dans l'attente de leur exécution.
En 2022, 11 individus ont été condamnés à mort pour des affaires de drogue.

## Crimes punis de la peine de mort
- Meurtre ;
- Tentative de meurtre par un condamné à la prison à perpétuité ;
- Parjure ayant entraîné l'exécution d'un innocent ;
- Provocation au suicide d'un mineur ou d'une personne vulnérable ;
- Atteintes à la personne du président de la République (trahison) ;
- Mutinerie ;
- Piraterie dangereuse pour la vie humaine ;
- Faire la guerre ; tenter de faire la guerre ou comploter en vue de faire la guerre au gouvernement de Singapour
- Enlèvement ou abus sexuel en relation avec un meurtre ;
- Vol en bande organisée suivi de mort ;
- Possession de drogue (dans le cas d'une détention de plus de 500 g de cannabis, de 30 g de cocaïne ou de 15 g d'héroïne, son application est alors obligatoire) ;
- Possession illégale d'armes à feu.

## Actualité
En 2012, Singapour a adopté un adoucissement législatif inédit de sa loi en la matière, autorisant notamment le juge à prononcer la prison à vie au lieu de la peine de mort pour trafic de drogue dans certaines circonstances, notamment en cas de coopération avec les autorités. Les exécutions avaient été suspendues afin de permettre cette réforme. Elles ont repris dès 2014 au même rythme que précédemment.
Le 15 mai 2020, Punithan Genasan, un malaisien de 37 ans, reconnu coupable de complicité dans le transport d'au moins 28,5 g d'héroïne en 2011, est condamné à mort au terme d'une audience qui s'est déroulée par vidéoconférence sur l'application Zoom. Ce fait, inédit, intervient dans le cadre du confinement mis en place par l'État singapourien à partir du 7 avril 2020 pour lutter contre la pandémie de COVID-19 qui sévit dans le pays. Auparavant, la « téléjustice » avait déjà été testée en France et aux États-Unis mais, étant surtout utilisée pour les petits procès, elle n'avait jamais abouti à une telle condamnation.
Après deux années d'interruption, un condamné à mort en 2018 pour détention d'un kilo de cannabis a été exécuté par pendaison le 26 avril 2023.

### Opinion publique
Selon le journal The Straits Times, 95 % des Singapouriens étaient partisans de la peine de mort en 2005.

## Exécutions notables depuis 1965
| Criminel                    | Sexe | Date              | Méthode(s) | Crime(s)                                                                       |
| --------------------------- | ---- | ----------------- | ---------- | ------------------------------------------------------------------------------ |
| Sunny Ang Soo Suan          | M    | 6 février 1967    | Pendaison  | Meurtre de Jenny Cheok Cheng Kid en 1962                                       |
| Usman bin Haji Muhammad Ali | M    | 17 octobre 1968   | Pendaison  | Attentat à la bombe en 1965                                                    |
| Harun Thohir                | M    | 17 octobre 1968   | Pendaison  | Attentat à la bombe en 1965                                                    |
| Adrian Lim                  | M    | 25 novembre 1988  | Pendaison  | Meurtres de Agnes Ng Siew Heok (9 ans) et Ghazali bin Marzuki (10 ans) en 1981 |
| Tan Mui Choo                | F    | 25 novembre 1988  | Pendaison  | Meurtres de Agnes Ng Siew Heok (9 ans) et Ghazali bin Marzuki (10 ans) en 1981 |
| Hoe Kah Hong                | F    | 25 novembre 1988  | Pendaison  | Meurtres de Agnes Ng Siew Heok (9 ans) et Ghazali bin Marzuki (10 ans) en 1981 |
| Fung Yuk-shing              | M    | 4 mars 1994       | Pendaison  | Trafic de drogue en 1990                                                       |
| Nathan Tse Po-chung         | M    | 4 mars 1994       | Pendaison  | Trafic de drogue en 1989                                                       |
| Cheuk Mei-mei               | F    | 4 mars 1994       | Pendaison  | Trafic de drogue en 1989                                                       |
| Johannes van Damme          | M    | 23 septembre 1994 | Pendaison  | Trafic de drogue en 1991                                                       |
| Flor Contemplacion          | F    | 17 mars 1995      | Pendaison  | Meurtres de Delia Mamaril Maga et de Nicholas Huang en mai 1991                |
| Tong Ching-man              | F    | 21 avril 1995     | Pendaison  | Trafic de drogue en 1991                                                       |
| Lam Cheuk-wang              | F    | 21 avril 1995     | Pendaison  | Trafic de drogue en 1991                                                       |
| Poon Yuen-chung             | F    | 21 avril 1995     | Pendaison  | Trafic de drogue en 1991                                                       |
| Angel Mou Pui-peng          | F    | 6 janvier 1996    | Pendaison  | Trafic de drogue en 1991                                                       |
| John Martin Scripps         | M    | 19 avril 1996     | Pendaison  | Meurtre de Gerard Lowe en mars 1995                                            |
| Vignes Mourthi              | M    | 26 septembre 2003 | Pendaison  | Trafic de drogue en 2003                                                       |
| Shanmugam Murugesu          | M    | 13 mai 2005       | Pendaison  | Trafic de drogue en 2001                                                       |
| Van Tuong Nguyen            | M    | 2 décembre 2005   | Pendaison  | Trafic de drogue en 2002                                                       |
| Took Leng How               | M    | 3 novembre 2006   | Pendaison  | Meurtre de Huang Na (8 ans) en 2004                                            |
| Iwuchukwu Amara Tochi       | M    | 26 janvier 2007   | Pendaison  | Trafic de drogue en 2004                                                       |
| Tang Hai Liang              | M    | 18 juillet 2014   | Pendaison  | Trafic de drogue en 2009                                                       |
| Foong Chee                  | M    | 18 juillet 2014   | Pendaison  | Trafic de drogue en 2009                                                       |
| Muhammad Kadar              | M    | 14 avril 2015     | Pendaison  | Meurtre d'une retraitée en 2005                                                |
| Kho Jabing                  | M    | 20 mai 2016       | Pendaison  | Meurtre de Cao Ruyin en 2008                                                   |
| Chijioke Obioha             | M    | 18 novembre 2016  | Pendaison  | Trafic de drogue en 2008                                                       |
| Devendran Supramaniam       | M    | 18 novembre 2016  | Pendaison  | Trafic de drogue en 2011                                                       |
| Bill Agbozo                 | M    | 13 mars 2018      | Pendaison  | Trafic de drogue en 2013                                                       |
| Selamat Bin Paki            | M    | 24 octobre 2018   | Pendaison  | Trafic de drogue en 2012                                                       |
| Ali Bahashwan               | M    | 24 octobre 2018   | Pendaison  | Trafic de drogue en 2012                                                       |
| Irwan Bin Ali               | M    | 26 octobre 2018   | Pendaison  | Trafic de drogue en 2012                                                       |
| Prabu Pathmanathan          | M    | 26 octobre 2018   | Pendaison  | Trafic de drogue en 2014                                                       |
| Michael Anak Garing         | M    | 22 mars 2019      | Pendaison  | Meurtre de Shanmuganathan Dillidurai en mai 2010                               |
| Abd Helmi Ab Halim          | M    | 22 novembre 2019  | Pendaison  | Trafic de drogue en 2015                                                       |
| Abdul Kahar Bin Othman      | M    | 30 mars 2022      | Pendaison  | Trafic de drogue en 2015                                                       |
| Mohd Hussein                | M    | 26 juillet 2023   | Pendaison  | Trafic de 50 grammes d'héroïne.                                                |
| Saridewi Djamani            | F    | 28 juillet 2023   | Pendaison  | Trafic de 30 grammes d'héroïne.                                                |
| Mohamed Latiff              | M    | 1 août 2023       | Pendaison  | Trafic de 55 grammes d'héroïne en 2016.                                        |

## Curiosités
Juste avant leur exécution, les condamnés à mort sont photographiés. Ce dernier cliché peut être remis aux familles comme dernier souvenir.

## Dans la culture populaire
- Apprentice, film de Junfeng Boo sorti en 2016.